# Bistum Viana (Brasilien)
Das Bistum Viana (lat.: Dioecesis Vianensis) ist eine in Brasilien gelegene römisch-katholische Diözese mit Sitz in Viana im Bundesstaat Maranhão. 

## Geschichte
Das Bistum Viana wurde am 13. Oktober 1962 durch Papst Johannes XXIII. aus Gebietsabtretungen des Erzbistums São Luís do Maranhão errichtet und diesem als Suffraganbistum unterstellt.

## Bischöfe von Viana
- Amleto de Angelis MSC, 1963–1967
- Francisco Hélio Campos, 1969–1975
- Adalberto Paulo da Silva OFMCap, 1975–1995
- Xavier Gilles de Maupeou d’Ableiges, 1998–2010
- Sebastião Lima Duarte, 2010–2017, dann Bischof von Caxias do Maranhão
- Evaldo Carvalho dos Santos CM, seit 2019